# Yamaha YZR 350
La Yamaha TZ 350 è una motocicletta da competizione di tipo production racer della casa Yamaha Motor, che ha debuttato nella classe 350 del motomondiale nel 1973 in sostituzione delle precedenti TR3 e TR2. Sulla base di questa moto la Yamaha ha ricavato la YZR 350 (0W16) utilizzata come moto factory dal 1973 al 1975.
Nelle sue diverse varianti vincerà tre titoli piloti, nelle stagioni 1974 con Giacomo Agostini, 1975 con Johnny Cecotto, 1977 con Takazumi Katayama, ottenendo anche cinque titoli costruttori consecutivi, dal 1973 al 1977.

## Evoluzione
Caratterizzata da un motore bicilindrico raffreddato ad acqua, la TZ350 debuttò con sospensioni doublecross e freni a tamburo, poi nel '76 si passò a un sistema a sospensione posteriore singola (monocross, cantilever senza articolazioni progressive) e impianto frenante a disco integrale, mentre nel '79 venne rivisto il motore e maggiorato il carburatore, passando dal 34 al 38, con la potenza che incrementa di 8 cavalli, passando da 64 a 72 CV.
Rimase in produzione fino al 1982, anno in cui venne abolita la classe 350.

### YZR350 (0W16)
Al TT di Assen del 1973 fece il suo esordio una versione speciale della TZ 350 guidata dal finlandese Teuvo Länsivuori, pilota di punta della casa giapponese rappresentata in classe 350 tramite un team semiufficiale. Questa moto adottava un telaio alleggerito derivato dalla Yamaha 0W17 factory della classe 250, e impiegava numerosi componenti in lega di magnesio, differenziandosi dalle altre TZ 350 impiegate da piloti privati.
L'anno seguente, a seguito del clamoroso passaggio di Giacomo Agostini dalla MV Agusta alla Yamaha, venne allestito un team ufficiale anche per la classe 350 che comprendeva Agostini e Länsivuori. Il pilota italiano vinse il titolo mondiale del 1974.
Nel 1975 Agostini non riuscì a difendere il titolo, che venne invece conquistato da Johnny Cecotto su una YZR350 con specifiche 1974 del team semiufficiale Diemme Venemotos; durante la stagione Cecotto utilizzò anche un telaio Bimota.
Nel 1976 la Yamaha abbandonò il motomondiale e, pur rientrandovi nel 1977, non schierò più una propria squadra ufficiale nella classe 350 ponendo fine alla carriera della YZR350.

### Bimota YB1
A partire dal 1974 diversi piloti e team privati, che non apprezzavano il telaio originale Yamaha, si rivolsero ad altri costruttori quali Bakker, Maxton, Bimota e Spondon per far costruire teali speciali per la TZ350. 
La versione che ottenne il maggior successo fu quella della Bimota, denominata YB1, che nel 1975 venne impiegata in alcune gare anche dal team semi-ufficiale Diemme Venemotos, contribuendo al titolo mondiale di Johnny Cecotto.

### YSK-33
Per la stagione 1977 la Yamaha era impegnata con un team ufficiale solo nella classe 500; nella 350 la squadra era gestita dall'importatore europeo Yamaha, con base nei Paesi Bassi.
Grazie al lavoro di Rudi Kurth e Kent Andersson, venne sviluppato un nuovo motore a tre cilindri derivato da quello della Yamaha TZ 250. La moto poteva usare tre differenti tipi di telaio: l'originale Yamaha, il Bakker e lo Spondon.
La denominazione YSK-33 indicava Yamaha San Kitō 350cc 3-cilindri, dove i termini san kitō significano tre cilindri in giapponese.
Affidata a Takazumi Katayama e Giacomo Agostini, la moto conquistò il titolo piloti grazie al giapponese; ciononostante il progetto non ricevette alcun supporto da parte della casa e venne quindi abbandonato.